# Louis Vauxcelles
Louis Vauxcelles (París, 1 de gener del 1870 - París, 21 de juliol de 1943) va ser un influent crític d'art francès. Va encunyar els termes Fauvisme (1905) i Cubisme (1908).

## Fauvisme
Vauxcelles encunyà la frase 'les fauves' (traduït com 'bèsties silvestres') per a descriure un cercle de pintors associats amb Matisse. Les seves pintures van ser exposades al Salon d'Automne l'any 1905 i a Vauxcelles no li van agradar i va descriure l'escultura com "un Donatello entre bèsties silvestres" ("Donatello chez les fauves").

## Cubisme
L'any 1906 Jean Metzinger formà una estreta amistat amb Robert Delaunay i exposaren a la gleria Berthe Weill a principis de 1907. Tots dos van ser definits per Vauxcelles el 1907 com Divisionistes que utilitzaven grans cubs com mosaic per a construir petites però altament simbòliques composicions.
El 25 de maig de 1909, Vauxcelles qualificà les obres de Braque exposades al Salon des indépendants com «bizarreries cubiques».
El terme "Cubisme" emergí per primera vegada a la inauguració del Salon des Indépendants de 1911 impulsat pels periodistes. El terme va ser usat de manera denigrant per descriure les pintures de cinc artistes: Metzinger, Gleizes, Delaunay, Le Fauconnier i Léger (però no pas Picasso o Braque, tots dos absents d'aquesta gran exposició).
Vauxcelles reconegué la importància de Cézanne per als cubistes.
L'any 1911 encunyà el terme menys conegut de Tubisme per a descriure l'estil de Fernand Léger.